# Головкин, Пётр Алексеевич
Пётр Алексе́евич Голо́вкин (22 октября 1914, деревня Босиково (ныне присоединена к деревне Власьево), Кашинский уезд Тверская губерния — 18 февраля 1978, Москва) — советский легкоатлет.
Заслуженный мастер спорта (1939). Выступал за Москву — ЦДКА.
Девятикратный чемпион СССР в беге на 100 м и 200 м, эстафете 4×100 м, прыжках в длину (1936—1949).

## Биография
Отец работал на заводе «Красный путиловец» (ныне Кировский завод) в Ленинграде. Пётр окончил школу ФЗУ завода и проработал 4 года в тракторном цехе.
Призванный в Красную армию, Головкин в 1933—1935 годах учился в школе спецслужбы Военно-воздушного флота, окончив которую в звании воентехника 2-го ранга, был оставлен в школе преподавателем. Во время Великой Отечественной войны — инженер отдела радиосвязи и наведения ГУБП фронтовой авиации ВВС. В 1952 году окончил Военно-воздушную инженерную академию имени Н. Е. Жуковского в звании полковника-инженера.
Умер в 1978 году, похоронен на Хованском кладбище Москвы.

### Спортивная карьера
Занялся спортом после призыва на военную службу. В 1933 году впервые выступил на соревнованиях и неожиданно в одном из первых стартов на 100 м показал результат 11,3 с. В 1935 году стал тренироваться под руководством Владимира Дьячкова.
Летом 1935 года на всеармейском легкоатлетическом первенстве в Ростове-на-Дону Головкин победил в беге на 100 м и в прыжках в длину. В 1936 году впервые стал чемпионом СССР, выиграв бег на 100 м (повторил рекорд СССР — 10,7 с) и став первым в прыжках в длину. В 1940 году установил рекорд СССР в беге на 100 м, улучшив продержавшийся 11 лет результат Тимофея Корниенко, — 10,6 с (этот рекорд был побит в 1948 году Николаем Каракуловым — 10,4 с; в соревновании с Каракуловым Головкин финишировал вторым — 10,5 с). На чемпионате СССР 1945 года он на равных конкурировал с лучшим спринтером СССР 1940-х годов Каракуловым: только фотофиниш отдал предпочтение в беге на 100 м (после получасового совещания судей) Каракулову, а на 200 м — Головкину.

## Спортивные достижения
|       | Бег на 100 м | Бег на 100 м | Бег на 200 м | Бег на 200 м | Эстафета 4×100 м    | Эстафета 4×100 м  | Прыжки в длину | Прыжки в длину |
| Место | Результат    | Место        | Результат    | Место        | Результат (команда) | Место             | Результат      |                |
| ----- | ------------ | ------------ | ------------ | ------------ | ------------------- | ----------------- | -------------- | -------------- |
| 1935  | 2-е место    | 11,1         |              |              |                     |                   |                |                |
| 1936  | чемпион      | 10,7         |              |              |                     |                   | чемпион        | 6,95 м         |
| 1937  |              |              |              |              |                     |                   |                |                |
| 1938  | чемпион      | 11,0         |              |              | чемпион             | 43,4 (сб. РККА)   | 3-е место      | 7,11 м         |
| 1939  |              |              |              |              |                     |                   |                |                |
| 1940  | 2-е место    | 10,6         | 2-е место    | 22,4         |                     |                   |                |                |
| 1943  | 3-е место    | 11,1         |              |              |                     |                   |                |                |
| 1944  |              |              |              |              |                     |                   |                |                |
| 1945  | 2-е место    | 10,8         | чемпион      | 21,9         | чемпион             | 42,7 (сб. Москвы) | 2-е место      | 6,80 м         |
| 1946  | 2-е место    | 11,1         | 2-е место    | 22,2         | чемпион             | 43,2 (сб. Москвы) | 2-е место      | 7,07 м         |
| 1947  |              |              | 2-е место    | 22,7         | чемпион             | 42,6 (сб. Москвы) | 3-е место      | 7,08 м         |
| 1948  | 3-е место    | 10,8         |              |              |                     |                   |                |                |
| 1949  |              |              | 3-е место    | 21,8         | чемпион             | 42,0 (сб. Москвы) | 2-е место      | 7,02 м         |

Рекорды СССР
```
бег на 100 м       10,6             25.08.1940   
Москва
```

## Награды
- Орден Красной Звезды (25 марта 1944)[3]

За период работы в ГУБП ФА т. Головкин проделал большую работу в частях и соединениях действующих армий по обучению специалистов <по> связи, эксплуатации и ремонту самолётных и наземных радиостанций.
Особенно большую работу провёл по устранению мешающих действий на радиостанциях истребителей и штурмовиков, а также по изучению иностранной радиоаппаратуры со специалистами радиосвязи и по упрощению управления по радио самолётами над полем боя.
— Из наградного листа